# مارلیسا والبرینک
مارلیسا والبرینک (پرتغالی: Marlisa Wahlbrink؛ زادهٔ ۱۰ آوریل ۱۹۷۳) بازیکن فوتبال زن اهل برزیل بود.
از باشگاه‌هایی که در آن بازی کرده‌است می‌توان به باشگاه فوتبال گرمیو اشاره کرد.
وی همچنین در تیم ملی فوتبال زنان برزیل بازی کرده‌است.